# استیو بلنک
استیو بلنک (به انگلیسی: Steve Blank) (زادهٔ ۱۹۵۳ میلادی) کارآفرین سریالی در سیلیکون ولی و مدرس دانشگاه است. استیو بلنک به خاطر ارائه مفهوم توسعه مشتری شهرت دارد. این مفهوم نقش مهمی در ایجاد حرکت استارتاپ ناب داشته است.
بلنک همچنین بیش از سی سال است که در حوزه صنایع با فناوری بالا فعالیت داشته است. او در پایه‌گذاری هشت استارتاپ نقش داشته یا در آنها کار کرده است.